# 43e cérémonie des Oscars
La 43e cérémonie de remise des prix des Oscars du cinéma, récompensant les films sortis en 1970, a eu lieu le mardi 15 avril 1971 à partir de 19 heures au Dorothy Chandler Pavilion de Los Angeles.

## Cérémonie
La cérémonie fut retransmise sur la NBC. Elle n’avait pas de maître de cérémonie.
- Producteur : Robert E. Wise assisté de Saul Chaplin
- Directeur musical : Quincy Jones
- Commentateurs : I.A.L. Diamond, Leonard Spigelgass et William Bowers
- Producteur et réalisateur de la retransmission télé : Richard Dunlap

## Palmarès
Les lauréats sont indiqués ci-dessous en premier de chaque catégorie et en gras.

### Meilleur film
- Patton - Frank McCarthy, producteur
  - Airport - Ross Hunter, producteur
  - Cinq pièces faciles (Five Easy Pieces) - Bob Rafelson et Richard Wechsler, producteurs
  - Love Story - Howard G. Minsky (en), producteur
  - MASH - Ingo Preminger, producteur

### Meilleur réalisateur
- Franklin J. Schaffner pour Patton[1]
  - Robert Altman pour MASH
  - Federico Fellini pour Le Satyricon (Fellini Satyricon, Italie)
  - Arthur Hiller pour Love Story
  - Ken Russell pour Love (Women in Love) (Grande-Bretagne)

### Meilleur acteur
- George C. Scott pour le rôle de George Patton dans Patton[2]
  - Melvyn Douglas pour le rôle de Tom Garrison dans I Never Sang for My Father de Gilbert Cates
  - James Earl Jones pour le rôle de Jack Jefferson dans L'Insurgé (The Great White Hope) de Martin Ritt
  - Jack Nicholson pour le rôle de Robert Eroica Dupea dans Cinq pièces faciles (Five Easy Pieces)
  - Ryan O'Neal pour le rôle de Oliver Barrett IV dans Love Story

### Meilleure actrice
- Glenda Jackson pour le rôle de Gudrun Brangwen dans Love (Women in Love)[3]
  - Jane Alexander pour le rôle de Eleanor Backman dans L'Insurgé
  - Ali MacGraw pour le rôle de Jennifer Cavalleri-Barrett dans Love Story
  - Sarah Miles pour le rôle de Rosy Ryan dans La Fille de Ryan (Ryan's Daughter) de David Lean (Grande-Bretagne)
  - Carrie Snodgress pour le rôle de Bettina Balser dans Journal intime d'une femme mariée (Diary of a Mad Housewife) de Frank Perry

### Meilleur acteur dans un second rôle
- John Mills pour le rôle de Michael dans La Fille de Ryan
  - Richard Castellano pour le rôle de Frank Vecchio dans Lune de miel aux orties (Lovers and Other Strangers) de Cy Howard
  - Chief Dan George pour le rôle de Peau de la Vieille Hutte dans Little Big Man d'Arthur Penn
  - Gene Hackman pour le rôle de Gene Garrison dans I Never Sang for My Father
  - John Marley pour le rôle de Phil Cavalleri dans Love Story

### Meilleure actrice dans un second rôle
- Helen Hayes pour le rôle de Ada Quonsett dans Airport[4] de George Seaton
  - Karen Black pour le rôle de Rayette Dipesto dans Cinq pièces faciles
  - Lee Grant pour le rôle de Joyce Enders dans Le Propriétaire (The Landlord) de Hal Ashby
  - Sally Kellerman pour le rôle de la major infirmière Margaret O'Houlihan dans MASH
  - Maureen Stapleton pour le rôle de Inez Guerrero dans Airport

### Meilleur scénario original
- Francis Ford Coppola et Edmund H. North pour Patton[5]
  - Bob Rafelson et Adrien Joyce pour Cinq pièces faciles
  - Norman Wexler pour Joe, c'est aussi l'Amérique (Joe) de John G. Avildsen
  - Erich Segal pour Love Story
  - Éric Rohmer pour Ma nuit chez Maud d'Éric Rohmer (France)

### Meilleure adaptation
- Ring Lardner Jr. pour MASH
  - George Seaton pour Airport
  - Robert Anderson pour I Never Sang for My Father
  - Larry Kramer pour Love
  - Renee Taylor, Joseph Bologna et David Zelag Goodman (en) pour Lune de miel aux orties

### Meilleure direction artistique
- Urie McCleary, Gil Parrondo, Antonio Mateos et Pierre-Louis Thévenet pour Patton
  - Alexander Golitzen, E. Preston Ames, Jack D. Moore et Mickey S. Michaels (en) pour Airport
  - Tambi Larsen et Darrell Silvera pour Traître sur commande (The Molly Maguires) de Martin Ritt
  - Terence Marsh, Robert Cartwright (en) et Pamela Cornell (en) pour Scrooge de Ronald Neame
  - Jack Martin Smith, Yoshirô Muraki, Richard Day, Taizô Kawashima (en), Walter M. Scott, Norman Rockett (en) et Carl Biddiscombe (en) pour Tora ! Tora ! Tora ! (Tora! Tora! Tora!) de Richard Fleischer, Kinji Fukasaku et Toshio Masuda

### Meilleurs costumes
- Vittorio Nino Novarese pour Cromwell de Ken Hughes (Grande-Bretagne)
  - Edith Head pour Airport
  - Donald Brooks et Jack Bear (en) pour Darling Lili de Blake Edwards
  - Bill Thomas pour Le Maître des îles (The Hawaiians) de Tom Gries
  - Margaret Furse pour Scrooge

### Meilleure photographie
- Freddie Young pour La Fille de Ryan
  - Ernest Laszlo pour Airport
  - Fred J. Koenekamp pour Patton
  - Charles F. Wheeler, Osamu Furuya, Sinsaku Himeda et Masamichi Satoh pour Tora ! Tora ! Tora ! de Richard Fleischer, Toshio Masuda et Kinji Fukasaku
  - Billy Williams pour Love

### Meilleur montage
- Hugh S. Fowler pour Patton
  - Stuart Gilmore pour Airport
  - Danford B. Greene (en) pour MASH
  - James E. Newcom, Pembroke J. Herring et Chikaya Inoue pour Tora ! Tora ! Tora !
  - Thelma Schoonmaker pour Woodstock de Michael Wadleigh

### Meilleur son
- Douglas Williams et Don Bassman pour Patton
  - Ronald Pierce et David H. Moriarty (en) pour Airport
  - Gordon K. McCallum et John Bramall (en) pour La Fille de Ryan
  - Murray Spivack et Herman Lewis (en) pour Tora ! Tora ! Tora !
  - Dan Wallin (en) et L.A. Johnson (en) pour Woodstock

### Meilleure musique de film
Meilleure partition originale
- Francis Lai pour Love Story
  - Alfred Newman pour Airport
  - Frank Cordell pour Cromwell
  - Henry Mancini pour Les Fleurs du soleil (I Girasoli) de Vittorio De Sica
  - Jerry Goldsmith pour Patton

Meilleure partition de chansons ou adaptation musicale
- Les Beatles pour Let it be de Michael Lindsay-Hogg (Grande-Bretagne)[6]
  - Fred Karlin et Tylwyth Kymry pour The Baby Maker de James Bridges
  - Rod McKuen, John Scott Trotter (en), Bill Melendez, Al Shean et Vince Guaraldi pour Un petit garçon appelé Charlie Brown (A Boy Named Charlie Brown) de Bill Melendez
  - Henry Mancini et Johnny Mercer pour Darling Lili
  - Leslie Bricusse, Ian Fraser et Herbert W. Spencer pour Scrooge

### Meilleure chanson
- Fred Karlin, Robb Royer (en) et Jimmy Griffin (en) pour For All We Know dans Lune de miel aux orties
  - Henry Mancini (musique) et Johnny Mercer (paroles) pour Whistling Away the Dark dans Darling Lili
  - Riz Ortolani (musique) et Arthur Hamilton (paroles) pour Till Love Touches Your Life dans Madron de Jerry Hopper
  - Michel Legrand (musique), Alan Bergman et Marilyn Bergman (paroles) pour Pieces of Dreams dans Pieces of Dreams de Daniel Haller
  - Leslie Bricusse pour Thank You Very Much dans Scrooge

### Meilleur film étranger
- Enquête sur un citoyen au-dessus de tout soupçon (Indagine su un cittadino al di sopra di ogni sospetto) de Elio Petri •  Italie
  - Erste Liebe de Maximilian Schell •  Suisse
  - Hoa-Binh de Raoul Coutard •  France
  - Paix sur les champs de Jacques Boigelot •  Belgique
  - Tristana de Luis Buñuel •  Espagne

### Meilleurs effets visuels
- A. D. Flowers (en) et L. B. Abbott pour Tora ! Tora ! Tora !
  - Alex Weldon pour Patton

### Meilleur documentaire
- Woodstock de Michael Wadleigh
  - Erinnerungen an die Zukunft d’Harald Reinl
  - Jack Johnson, the Big Fights de Jim Jacobs
  - King: A Filmed Record Montgomery to Memphis d’Ely A. Landau
  - Say Goodbye de David H. Vowell

### Meilleur court métrage (prises de vues réelles)
- The Resurrection of Broncho Billy produit par John Longenecker (en)
  - Shut Up… I'm Crying  produit par Robert Siegler
  - Sticky My Fingers… Fleet My Feet produit par John D. Hancock

### Meilleur court métrage (documentaire)
- Interviews with My Lai Veterans (Vétérans du massacre de My Lai) produit et réalisé par Joseph Strick
  - The Gifts (en) produit par Robert D. McBride
  - A Long Way from Nowhere (en) produit par Bob Aller
  - Oisin (en) produit par Vivien Carey et Patrick Carey
  - Time Is Running Out produit par Horst Dallmayr et Robert Ménégoz

### Meilleur court métrage (animation)
- Is It Always Right to Be Right ? produit par Stephen et Nick Bosustow
  - The Further Adventures of Uncle Sam: Part Two produit par Robert Mitchell et Dale Case
  - The Shepherd produit par Cameron Guess

## Oscars spéciaux

### Oscars d'honneur
- Lillian Gish, « pour son talent sans pareil et pour sa contribution remarquable au progrès des films de cinéma » (« for superlative artistry and for distinguished contribution to the progress of motion pictures. »)
- Orson Welles, « pour son talent et sa versatilité sans pareilles  dans la création de films de cinéma » (« for superlative artistry and versatility in the creation of motion pictures. »)[7]

### Irving G. Thalberg Memorial Award
- Ingmar Bergman

### Jean Hersholt Humanitarian Award
- Frank Sinatra

## Oscars scientifiques et techniques

### Oscars scientifiques et d'ingénierie
- Leonard Sokolow et Edward H. Reichard (Consolidated Film Industries) pout la réalisation du Color Proofing Printer pour les pellicule de cinéma

### Oscars pour une contribution technique
- Eastman Kodak Co. et Photo Electronics Corp. Pour la mise au point d’un analyseur de couleur vidéo pour les laboratoires de développement
- Electro Sound Inc. pour la mise au point du 8000 Sound System pour les salles de cinéma
- Sylvania Electric Products, Inc. pour la mise au point d’une série de lampes halogènes pour l’industrie cinématographique
- B.J. Losmandy pour la mise au point et l’application d’amplificateur miniature dans l’enregistrement des pistes sonores

## Statistiques

### Récompenses
7 Oscars
- Patton

2 Oscars
- La Fille de Ryan

1 Oscar
- Airport
- Cromwell
- Enquête sur un citoyen au-dessus de tout soupçon
- Let it be
- Love
- Love Story
- Lune de miel aux orties
- MASH

### Nominations multiples
10 nominations
- Patton
- Airport

7 nominations
- Love Story

5 nominations
- Tora ! Tora ! Tora !
- MASH

4 nominations
- Cinq pièces faciles
- Love
- La Fille de Ryan
- Scrooge

3 nominations
- I Never Sang for My Father
- Lune de miel aux orties
- Darling Lili

2 nominations
- L'Insurgé
- Cromwell